# Seco aphanis
Seco aphanis is een vlindersoort uit de familie van de prachtvlinders (Riodinidae), onderfamilie Riodininae.
Seco aphanis werd in 1910 beschreven door Stichel.